# Fantasy Island (Film)
Fantasy Island ist ein US-amerikanischer Horrorfilm aus dem Jahr 2020, basierend auf Figuren und Motiven der gleichnamigen Fernsehserie aus den 1970er Jahren. In der Hauptrolle des Mr. Roarke, in der Fernsehserie von Ricardo Montalbán gespielt, ist Michael Peña zu sehen.

## Handlung
Die Geschäftsfrau Gwen Olsen, der Polizist Patrick Sullivan, die Stiefbrüder J. D. und Brax Weaver und die Teenagerin Melanie Cole kommen auf Fantasy Island an, einem tropischen Resort, in dem Fantasien Realität werden können. Bei der Ankunft führt Inselbesitzer Mr. Roarke die Gäste zu ihren Fantasien: Patrick will zu Ehren seines im Einsatz verstorbenen Vaters einmal Soldat sein, die Weaver-Brüder werden Ehrengäste auf einer Party in einer Luxusvilla, Melanie erhält die Gelegenheit, sich an Sloane Maddison zu rächen, die sie in ihrer Schulzeit gemobbt hatte, und Gwen akzeptiert den Heiratsantrag ihres Ex-Freundes Allen Chambers, den sie fünf Jahre zuvor abgelehnt hat.
Melanie gelangt in einen Kellerraum mit einem Folterstuhl und einem Steuerpult. Sie denkt zunächst, eine Darstellung von Sloane vor sich zu haben und genießt es, Rache an ihr zu nehmen. Doch dann erkennt sie, dass die echte Sloane entführt und gegen ihren Willen nach Fantasy Island gebracht wurde. Sie rettet sie vom Folterstuhl und vor ihrem ehemaligen Psychiater, der nun als Schlächter im Begriff ist, Sloan zu foltern, und beide flüchten aus dem Folterkeller. Inzwischen wird Patrick von einer Gruppe Soldaten gefangen genommen und zu ihrem Kommandanten, Lieutenant Sullivan, gebracht, den Patrick als seinen Vater erkennt. Als die Nacht hereinbricht, greift der Schlächter Melanie und Sloane erneut an, bevor Damon, ein Privatdetektiv, ihn tötet. Damon enthüllt, dass Roarke ihm angeboten hat, seine verstorbene Tochter wiederzusehen. Seine Fantasie verwandelte sich jedoch in einen Albtraum, der ihn auf der Insel gefangen hält. Er erklärt auch, dass die Fantasien durch Quellwasser und einem Edelstein in einem unterirdischen Höhlensystem erzeugt werden. Das Trio sammelt etwas Quellwasser, um einen Beweis für die Öffentlichkeit zu haben, und macht sich auf den Weg zum Resort, um mit dem Flugzeug die Insel zu verlassen.
Gwen wacht am nächsten Morgen auf und stellt fest, dass sie mit Allen eine Tochter namens Layla hat, und wird unzufrieden, weil sie weiß, dass es sich nur um eine Scheinrealität handelt. Als Roarke erklärt, dass die Fantasien erfüllt werden müssen, damit seine eigene Fantasie, mit seiner verstorbenen Frau zusammen zu sein, weitergehen kann, überredet Gwen ihn, ihr die Fantasie zu geben, die sie wirklich wollte: einen Nachbarn zu retten, der bei einem Brand ums Leben kam. Gwen wird in die Nacht gebracht, in der sie versehentlich ein Feuer verursachte, das ihrem Nachbarn Nick Taylor das Leben kostete. Sie findet heraus, dass die anderen Gäste außer Melanie auch da waren und versucht, Nick zu retten, scheitert dabei jedoch und erstickt fast im Feuer. Sie wird in letzter Sekunde von Roarkes Assistentin Julia aus dem Rauch gezogen und zurück ins Hotel gebracht. An anderer Stelle werden die Weaver-Brüder in der Luxusvilla von einer Gruppe Krimineller überfallen. Sullivans Soldaten, die zu genau diesem Haus unterwegs waren, greifen ein, um die Brüder zu retten. Nachdem das Kriminellen-Kartell erschossen wurde, ersteht es als eine Art Zombies wieder auf und greift die Soldaten an. In der darauffolgenden Schießerei werden alle Soldaten und J. D. erschossen und Sullivan opfert sich, damit Patrick und Brax entkommen können.
Melanie und Sloane werden von dem Schlächter überfallen, bis Damon mit ihm über eine Klippe springt und sie auf Kosten seines eigenen Lebens rettet. Die verbleibenden Gäste gruppieren sich im Resort neu, werden aber von Roarke in die Enge getrieben, der offenbart, dass sie sich in der Fantasie von jemand anderem befinden, in der sie alle getötet werden. Sie erkennen, dass alle direkt oder indirekt an Nicks Tod beteiligt waren. Melanie sagt, dass Nick sie an diesem Abend um ein Date gebeten und sie ihn versetzt hat, weshalb er in seiner Wohnung war. Patrick war als Polizist vor Ort, hat jedoch vor dem Eintreffen der Feuerwehr nichts unternommen, um Nick zu retten. J. D. und Brax waren Nachbarn im Wohnhaus und verließen in dem Glauben, Nick sei nicht Zuhause, ebenfalls das Gebäude.
Die Gäste fliehen zum Anleger, um von einem Flugzeug gerettet zu werden, das von Damons Mitarbeitern geschickt wurde, aber es wird im Landeanflug von den bewaffneten Untoten abgeschossen. Daraufhin rennen die Gäste zur Höhle, um den Edelstein mit einer Granate zu zerstören, die Patrick trägt. Im Höhlensystem verliert sich die Gruppe aus den Augen. Plötzlich ersticht Melanie Patrick und nimmt Sloane als Geisel, was enthüllt, dass es in Wahrheit ihre Fantasie ist. Sie offenbart, dass sie aus Trauer und Wut über Nicks Tod Rache an allen damals Beteiligten nehmen will. Sloane erinnert sich an das Quellwasser, das sie zuvor abgefüllt hatte, und wünscht sich, dass Melanie „für immer bei Nick bleiben kann“. Infolgedessen greift ein zombifizierter Nick Melanie an und zieht sie zu sich ins Wasser. Vor dem Ertrinken lässt Melanie die Granate explodieren, aber Patrick opfert sich wie sein Vater, um die anderen zu schützen, indem er sich auf die Granate wirft. Als dadurch die Fantasie endet, wachen die Überlebenden (Gwen, Sloane und Brax) im Resort auf und sie verlassen die Insel.
Während Gwen und Sloane in ein Flugzeug steigen, um die Insel zu verlassen, wünscht sich Brax, dass J. D. wieder zum Leben erweckt wird. Roarke erklärt, dass Brax auf der Insel bleiben muss, damit seine Fantasie wahr wird. Nachdem Gwen, Sloane und der auferstandene J. D. mit dem Flugzeug abgehoben sind, bietet Roarke Brax an, als sein neuer Assistent zu arbeiten. Brax erinnert sich an den Spitznamen „Tattoo“, den J. D. ihm gegeben hat, und Roarke stellt ihn unter diesem Namen ein.

## Hintergrund
Große Teile des Films entstanden auf Fidschi.
Fantasy Island wurde in den Vereinigten Staaten am 14. Februar 2020 von Sony Pictures im Kino veröffentlicht. Trotz negativer Kritiken war der Film ein Kassenerfolg und spielte weltweit 48 Millionen US-Dollar ein, bei einem Produktionsbudget von 7 Millionen US-Dollar.

## Kritiken
Bei der Filmkritikwebsite Rotten Tomatoes sind nur 8 % der 110 Kritiken positiv gestimmt. Die durchschnittliche Bewertung beträgt 3,4/10. Auf Metacritic sind von 29 Bewertungen 19 negativ und 10 gemischt. Bei Moviepilot vergibt die Kritik 3,5 von 10 Punkten, die Community 4,9 von 10 Punkten.
TV Spielfilm urteilte, der Plot des Films „klingt nach Spannung und verrückten Einfällen. Doch das Ergebnis ist ein komplettes Desaster. Denn nicht nur die Charaktere wurden nach dem Klischeelehrbuch gezeichnet. Auch die Handlung ist so hanebüchen, dass man sich immer wieder ungläubig die Augen reibt. [...] Dieser Inseltrip ist fantasie- und niveauloser Humbug. Ein Film zum Vergessen.“
Antje Wessels urteilte auf Quotenmeter.de: „Eine einstige Feelgood-Serie als Horrorfilm – die Idee hinter «Fantasy Island» ist nett, die Umsetzung hingegen katastrophal.“ Fantasy Island „liefert einem keinerlei Argumente dafür an die Hand, weshalb man sich diesen Film ansehen sollte.“

## Auszeichnungen
Der Film erhielt mehrere Nominierungen für den Negativ-Filmpreis Goldene Himbeere. Bei der Verleihung 2021 war er nominiert in den Kategorien Schlechtester Film, Schlechteste Nebendarstellerin (2 Nominierungen für Lucy Hale und
Maggie Q), Schlechtestes Drehbuch, Schlechteste Neuverfilmung oder Fortsetzung.